# Fuma no KTR
Fuma no KTR（ふうま の こたろー、2000年〈平成12年〉10月10日 - ）は、日本のラッパー。本名は藤岡 駿（ふじおか しゅん）。大阪府寝屋川出身。

## 経歴
2000年、大阪府で生まれた。
小学校3年生の時にアニメ『イナズマイレブン』のオープニング曲のラップの部分が好きになりHIPHOPを聴くようになる。幼馴染からADECKを勧められ、高校生ラップ選手権、フリースタイルダンジョンに興味を持つ。
高校からは「藤KooS」から、「八咫烏」に改名し高校生ラップ選手権のオーディションで本格的にバトル挑戦した。初出場の第14回高校生ラップ選手権ではいきなりベスト4まで登り詰め、続く第15回大会では準優勝の結果を残した。第15回大会で戦った百足との対戦は同大会でも屈指の名勝負として知られている。さらに16回大会ではベスト8と輝かしい実績を残し、シーンにインパクトを与えた。
ラッパーのZEEBRAに実力が目に止まり、ABEMA TVで『ハイスクールダンジョン』モンスターの、初代ラスボスに抜擢される。
2018年、White ninja名義で「White ninja」をリリースした。
2018年から放送されたラップオーディション番組『ラップスタア誕生!』に挑戦した。
2019年、3歳年上の女性と結婚した。
同年、ラッパーとして引退宣言したが、その後にラッパー名を「Fuma no KTR」に改名し、活動再開を発表した。
2020年9月、1st EP『airplane NINJA』をリリースした。
2021年、2st EP『Assassin Creed』をリリースし、いずれもプレイリスト入りを果たしている。
2023年4月21日、テレビアニメ『ポケットモンスター』のエンディングテーマ『RVR〜ライジングボルテッカーズラップ〜』で作詞・作曲に参加していることが発表された。
2023年5月8日にYouTubeにて配信リリースしたSKRYUとのコラボ楽曲「How Many Boogie」がサブスクリプション型音楽サービスやSNSなどで大ヒットした。2024年10月12日には2000万再生を突破した。

## 人物・エピソード
イギリス人の父と日本人のハーフの母親の間に生まれている。

## 主な戦績

### 高校生ラップ選手権
- 第14回高校生ラップ選手権：ベスト4
- 第15回高校生ラップ選手権：準優勝
- 第16回高校生ラップ選手権：ベスト8[10]

### SPOTLIGHT
- SPOTLIGHT 2018：ベスト16
- SPOTLIGHT 2020：ベスト16

### MC BATTLE
- 凱旋MC BATTLE 2018 東西選抜：ベスト4
- U-22MC BATTLE 2018 第2次予選：準優勝
- REXX×ADDVANCE：優勝
- LIGALIZE MC BATTLE 2020 Stage-1：ベスト4[11]
- U-22 MC BATTLE 秋の祭典vsOB2020：U-22枠 準優勝[12]

## ディスコグラフィ

### アルバム
- 『AMERICAN BABY』
- 『Heartbreak』

### 2020年

#### アルバム
- 『airplane NINJA』
- 『GRADATION』

### 2021年

#### アルバム
- 『Assassin Creed』
- 『Day 'N' Night』
- 『Trick or Treat Freestyle』
- 『UNKNOWN BITCH』

### 2022年

#### アルバム
- 『fallin (Calm Evening)』
- 『All Might』
- 『All Collect』
- 『Ninja Squad』

### 2023年

#### アルバム
- 『WILD TYO』
- 『American Baby Pt.2』
- 『assassin house』
- 『YARU』
- 『わすれもの』

## 出演

### テレビ
- 『激闘!ラップ甲子園』[13]
- 『流派-R since2001』[14]
- 『Love music』[14]
- 『ドーナツトーク』[14]
- 『フリースタイル日本統一』[14]